# Revuelta contra la mejba
La revuelta contra la mejba fue una rebelión ocurrida en Túnez entre 1864 y 1865, originada como protesta ante el aumento en la mejba, un impuesto de capitación poco popular entre los tunecinos, y que había sido duplicado por el bey al-Sadik.
Fue la revuelta más importante durante el reinado de la dinastía husaynita de Túnez, con levantamientos en todo el país, que casi provocaron una intervención militar por parte del Reino Unido y Francia. La revuelta fue reprimida con mucha brutalidad, para lo cual el gobierno tunecino contrajo varias deudas con acreedores europeos. La imposibilidad de pagar estas deudas y la debilidad del gobierno tras la revuelta facilitarían la ocupación francesa del país, ocurrida en 1881.

## Contexto
La deuda pública no existió en la Regencia de Túnez hasta el final del reinado del bey Mustafá ibn Mahmud en 1837, pero sus sucesores se encontraron en circunstancias financieras cada vez más difíciles. Quisieron modernizar el país y sus instituciones: Ahmad Bey había creado una academia militar en Bardo y empezado a entrenar un gran ejército. Envió 15 000 soldados tunecinos para luchar por el Imperio otomano en la guerra de Crimea, y también estableció nuevas oficinas de gobierno -el Rabta gestionaba los silos de grano del Estado; el Ghab estaba al cargo de los bosques de aceite de la aceituna; y el ghorfa, de la oficina de aprovisionamiento estatal central. Su sucesor Muhammad fue un constructor de palacios ambicioso.
Para financiar estos caros palacios, los Beys de Túnez confiaron en los ingresos de impuestos pagados en base consuetudinaria. La mayoría del país pagaba la mejba (en árabe مجبة, majba ) establecida durante el siglo XVII bajo la dinastía Muradita. Hay poco consenso entre académicos sobre que constituía exactamente y como se percibía, pero parece que antes del 1856, el término mejba significaba un impuesto pagado por una tribu, clan u otro grupo social, basado en una valoración colectiva. Los beis también establecieron impuestos monopolizadores sobre la sal, el tabaco, curtidos y otras mercancías

### Muhammad Bey - la mejba e influencia extranjera
En 1856, el bey Muhammad inició una reforma fiscal importante. Dejó la mayoría de sus impuestos en mercancías y bienes agrícolas excepto en olivos, datileras, aceites y cereales así como la vieja mejba, e instituyó un impuesto de capitalización nuevo llamado iana (en árabe اعانة, i'āna ) que rápidamente pasó a llamarse mejba, aunque era un nuevo impuesto calculado en una base totalmente diferente, se percibía en individuos, y no en grupos. Esta nueva mejba se fijó en 36 piastras por adulto y por año. Para la mayoría de campesinos, esto era equivalente a 45 días de trabajo. Para reducir la posibilidad de disturbios, se eximieron las cinco ciudades más grandes —Túnez, Sfax, Susa, Monastir, y Kairuán—. El nuevo impuesto recaudó 9,7 millones de piastras, de un total de 22,95 millones de piastras ingresados por el gobierno. Aunque era oneroso, la nueva mejba no fue suficiente para eliminar el déficit del gobierno. El desarrollo de la economía implicaba que las monedas de oro y plata caían en manos de mercaderes europeos, que los sacaban del país. Cuando los mercaderes extranjeros se negaron a aceptar monedas de cobre, el bey Muhammad emitió moneda degradada en 1858.
Desde su  conquista de Argelia  en 1830, Francia tenía interés en los asuntos de la Regencia y los beys sucesivos habían intentado evitar dar cualquier otra razón para que Francia o alguna otra potencia intervinieran. Sin embargo, el asunto de Batto Sfez en 1857 dio una excusa a Francia para poner más presión sobre el bey Muhammad, y enviaron a La Goulette un escuadrón naval de nueve barcos y setecientos cañones para insistir en que adoptara una serie de reformas basadas en el Tanzimat otomano. Como consecuencia, Muhammad aceptó el Pacto fundamental —en árabe عهد الأمان, 'Ahd al-Amano, «PromesPromesa de Seguridad»—. El pacto garantizaba la igualdad de impuestos —así aboliendo implícitamente la yizia—También permitía que extranjeros fueran propietarios de tierra, que participaran en todo tipo de negocios y establecer tribunales comerciales separados. Se dieron concesiones a firmas francesas, por ejemplo, para construir líneas de telégrafo y para renovar el acueducto de Zaghouan. Así, el Pacto Fundamental sacudió más las finanzas inestables de la Regencia aboliendo los impuestos tradicionales, y abrió la puerta a la entrada comercial en el país por parte de negocios extranjeros. Ambos problemas se convertirían motivos de queja durante la revuelta de la mejba.

### Sadok Bey - Reforma y crecimiento de la deuda

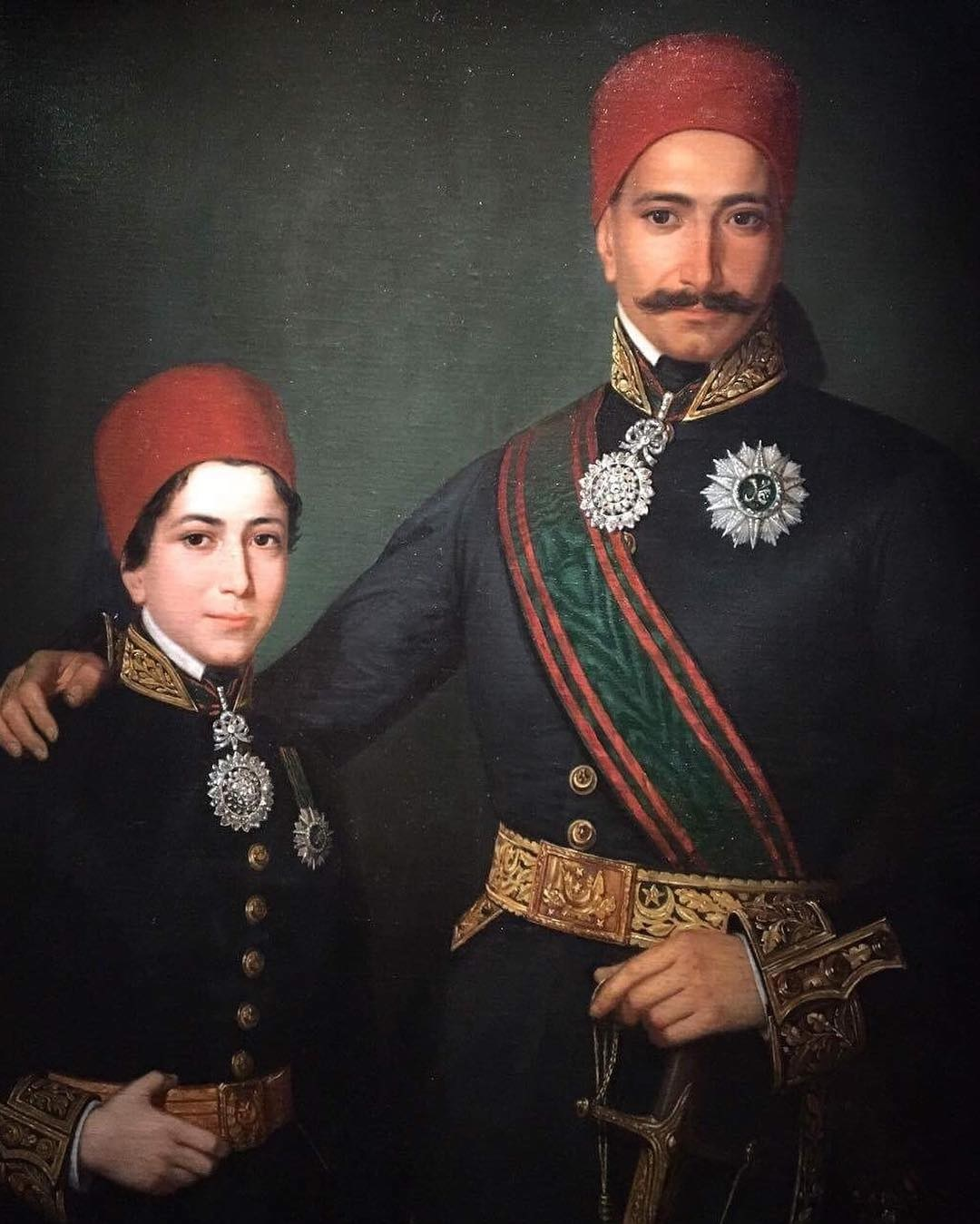
El Gran Visir Mustafá Khaznadar y su hijo.

Muhammad II ibn al-Husayn fue sucedido en 1859 por su hermano Sadok Bei, En 1860, Sadok Bey introdujo el servicio militar por primera vez en Túnez, obligatorio por un período de ocho años. Los reclutas eran seleccionados por sorteo, y aquellos que se lo podían permitir podían pagar para evitar el servicio. Así, únicamente los pobres acababan sirviendo.

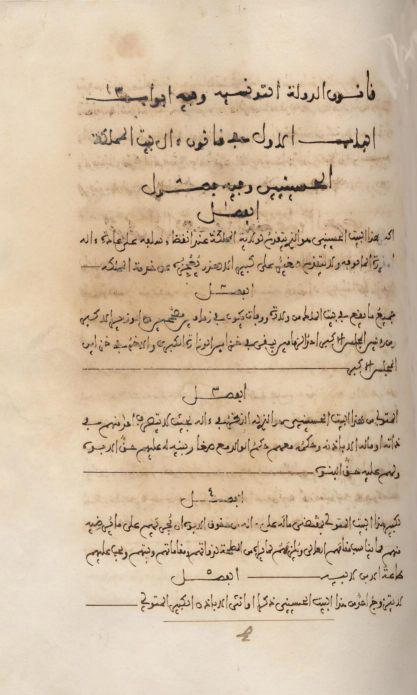
Primera página de la Constitución tunecina de 1861.

Tras la implementación de la nueva mejba y del servicio militar, el 23 de abril de 1861 Sadok Bey promulgó la primera constitución escrita en el mundo árabe,  separando los poderes ejecutivo, legislativo y judicial a través de un nuevo sistema donde limitaba sus propios poderes. Esta constitución reafirmaba la igualdad de derechos entre musulmanes, cristianos (a nivel efectivo, para los europeos) y para los judíos; especialmente, con respecto al derecho a la propiedad. Esto creó un nuevo ambiente legal que incentivaba que los europeos establecieran negocios en Túnez. La nueva constitución no fue popular. El Consejo Supremo nuevo se compuso con hombres de confianza del Gran Visir Mustafá Khaznadar, mamelucos, y otros de
ascendencia turca y no nativa, con pocos líderes tribales tradicionales árabes del interior. Los enlaces consuetudinarios entre gobernante y gobernados se desplazaron, y se convirtió más difícil para los jeques fuera de Túnez obtener audiencia. Los costes de las instituciones nuevas fueron considerados excesivos, y eran vistos como signo de interferencia extranjera.
Sadok Bey intentó resolver los problemas financieros crónicos del país en mayo de 1862 al pedir prestado 10 millones de piastras al 12% de interés de Nassim Shamam, su administrador general de finanzas judío. Como consecuencia, la deuda pública interna aumentó en un 60% durante los primeros tres años de su reinado.
El préstamo no fue suficiente para restaurar la salud financiera de la Regencia. Los pagos de intereses del préstamo absorbieron una gran proporción de los ingresos de los estados. En 1862 la deuda del gobierno había llegado a los 28 millones de piastras, y los sirvientes civiles estaban trabajando desde hacía meses sin ser remunerados. Como salida, Mustafá Khaznadar propuso que Sadok Bey pidiera el primer préstamo extranjero del país. Así, el 6 de mayo de 1863, se cerró un préstamo con el banquero francés Erlanger por una cantidad de 35m francos. Sin embargo, cuando varios intermediarios-incluyendo el mismo Mustafá Khaznadar, extrajeron sus cuotas, se terminaron pagando 5.640.914 francos en la tesorería del bey. El préstamo se podía amortizar en un periodo de quince años y medio a 4.200.000 francos por año (7m piastras). Estos ingresos no podían provenir de los medios de tributación existentes, -la nueva mejba únicamente permitía ingresar 3m piastras por año- así que había un nuevo impuesto más elevado.

## Estallido de la revuelta

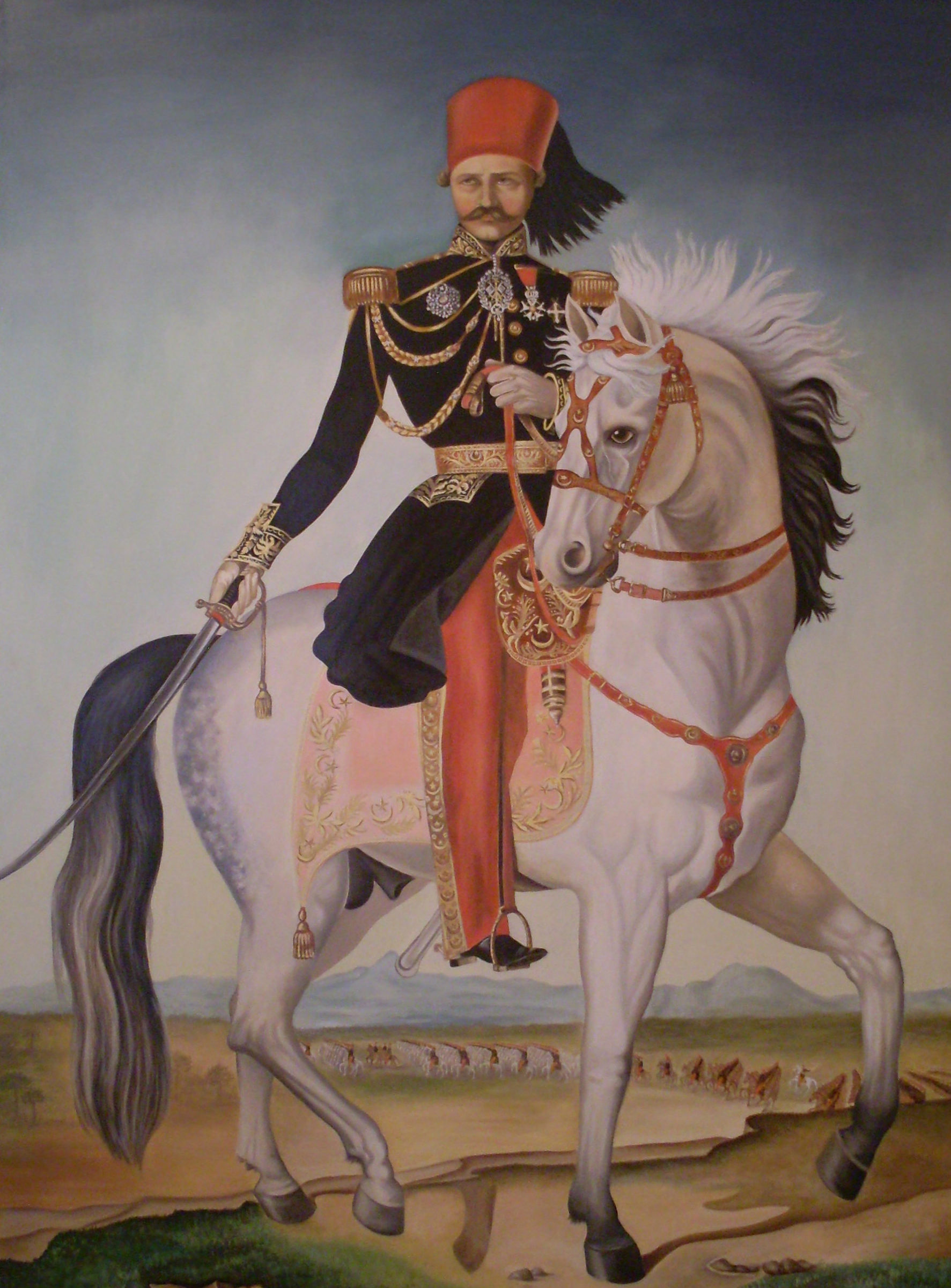
Khayr al-Din Pachá

En septiembre de 1863 se tomó la decisión de aplicar la nueva mejba (o, mejor dicho, la i'ana ) en las cinco ciudades que previamente habían estado exentas, y doblar la tasa a 72 piastras per cápita El exministro del bei, Khayr al-Din Pachá, el general Hussein y el general Farhat Gaied Jbira, que había servido en el consejo supremo y también era el caïd (gobernador) de Al-Kāf, Se opusieron fuertemente a la medida. Hussein dijo que «las condiciones del país no le permitirán asumir más impuestos. El país está en peligro! » Khayr al-Din Pachá añadió que la mayor parte de los ingresos adicionales generados por el incremento se utilizarían para pagar el ejército necesario para recaudarlo. Los notables reunidos por Sadok Bey para escuchar su proyecto dejaron claro que no podría imponerlos a su pueblo.

### Asesinato del General Ferhat

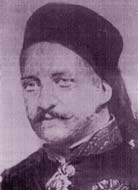
El general Hussein

Cuando se esparció la noticia, empezaron problemas en las regiones tribales. Se saquearon caravanas y se guardaron armas y pólvora. En un intento por calmar el malestar creciente, un decreto del 22 de marzo de 1864 modificó de nuevo la nueva mejba, haciéndola un impuesto progresivo. La población se dividía en seis categorías basándose en su riqueza, y la mejba se les aplicaba en una escala de 36 a 108 piastras. Sin embargo, se estipuló que la tasa promedio pagada por la población bajo cada caïd permanecería a 72 piastras. Para mostrar la determinación de seguir adelante con el nuevo impuesto, el bey ordenó a todos los gobernadores que retornaran a sus lugares y comenzó a implementarla.
Obedeciendo esta orden, el general Farhat comenzó su viaje hacia su puesto como gobernador de Al-Kāf y la tribu Ounif el 16 de abril de 1864. Como la región alrededor de Al-Kāf estaba en plena revuelta, pidió una escolta armada, pero el bey no le podía suministrar soldados. Farhat pidió a su adjunto que reuniera 150 spahis de la ciudad. Ignorando su consejo de no seguir, debido al peligro, el general siguió la orden y fue hacia su ruta. Cuando llegó al desfiladero de Khanguet el Gdim, a 21 km de Al-Kāf , fue rodeado por insurgentes. Los spahis, que provenían de la misma tribu que los revolucionarios no quisieron luchar y los abandonaron, dejándolo solo con ocho soldados. Todos fueron asesinados.
El olivo, marcado con balas, donde murió fue venerado durante años hasta que fue talado y quemado alrededor de 1950.

### Revuelta de Ali Ben Ghedhahem
Al-Kāf fue sitiada por las tribus insurgentes que la rodeaban, mientras que las autoridades se negaron a dejarlos entrar en la ciudad. El gobernador de Kairouan, el general Rashid, se refugió en una casa que fue sitiada; los defensores abrieron fuego y murieron algunos de los atacantes. Después de negociaciones tensas, se dejó que el general se fuera a Susa, pero la zona de interior era tan hostil que tuvo que ir a Túnez en un barco británico. Los rebeldes establecieron un gobierno provisional en Kairouan después de que se fuera. Ocurrieron incidentes similares en buena parte del norte y del interior del país. A Béja, Téboursouk, Makthar y Jendouba, se forzó a los gobernadores a marchar para sobrevivir y se saqueó sus propiedades. El gobernador de la tribu madjeur en la región de Thala, no tuvo tanta suerte,  fue asediado en su fortaleza, y mató docenas de atacantes antes de que el lugar fuera conquistado. Fue asesinado, junto con toda su familia, y su cuerpo fue decapitado el 21 de mayo. En la región de Gabes, el gobernador escapó de la masacre devolviendo a los insurgentes el producto de los impuestos ya recaudados; huyó en un bote enviado por bey.
El secretario del gobernador asesinado, Ali Ben Ghedhahem (en árabe علي بن غذاهم), nacido en 1814 en Sbeitla, rápidamente se estableció como líder de la revuelta en el oeste del país. Cuando los soldados del bey llegaron a su región para recaudar la mejba, dijo a los ciudadanos que desobedecieran, y tuvo que irse por seguridad hacia las montañas cerca de Oueslatia y Bargou. Desde allí, comenzó a organizar la resistencia, y pronto otras tribus le empezaron a apoyar La revuelta no organizada de los mthélith, los zlass, los madjer y los fraichiche que acampaban cerca de la frontera argelina se fusionó en un movimiento definitivo, mientras líderes tribales se unían para hacer juramentos solemnes y se unieron alrededor de demandas específicas - un retorno a la justicia y tributación tradicionales-. Los lugartenientes principales de Ben Ghedhahem eran el zlassià Sebou Ben Mohamed Sebou y el riahi Fraj Ben Dahr. Ali Ben Ghedhahem tenía conexiones con la orden de sufíes Tijàniyya que esparcían el mensaje de la insurgencia. A partir de abril de 1864, Ali Ben Ghedhahem empezó a ser llamado «el bey del pueblo» ( bey al-umma ).{{sfn|Bice Slama|1967|p=44 Decidió llevar sus fuerzas a Túnez, pero únicamente llegó hasta el Fahs, donde tuvieron una serie de encuentros inconclusos con fuerzas leales al bey.
En abril y mayo de 1864, el bey no tenía medios militares para dar un golpe decisivo contra Ben Ghedhahem. Mientras buscaba calmar el malestar revocando la constitución de 1861 y anunciando que la mejba no acabaría doblando, preparó sus fuerzas y entró en negociaciones clandestinas con Ben Ghedhahem a través del Gran muftí malikita Ahmed Ben Hussein y el jefe del orden sufí Rahmaniyya, Mustapha Ben Azouz.

### Levantamiento en el Sahel
A pesar de estas negociaciones, la rebelión se extendió también hacia las ciudades costeras de la región del Sahel tunecino. El 30 de abril, a Sfax, los rebeldes tomaron el control de la ciudad, saquearon las oficinas de impuestos, tomaron la kasbah y liberaron sus presos. El 23 de mayo las autoridades locales intentaron recuperar el control de la ciudad deteniendo los líderes rebeldes, pero todo el pueblo se levantó para pedir su liberación, con gritos de "aavalli con los mamelucos!" y "Larga vida al sultán otomano!" Mientras huían el caïd y otros jefes, izaron la bandera tunecina y establecieron un gobierno provisional. El enviado del bey, el general Osman, llegó tres días después, y no lo lincharon gracias a la intervención de los líderes religiosos locales . El 31 de mayo, Susa se sublevó, siguiendo el ejemplo de Sfax. Se detuvo toda recaudación de impuestos, y los rebeldes tomaron el control de la ciudad. Pidiendo las llaves de la ciudad y de la kasbah del gobernador, le acusaron de "entregar el país a los cristianos" y comenzaron a fortificar el lado marítimo de la ciudad, esperando el bombardeo de barcos de guerra europeos. Expatriados europeos se refugiaron a bordo de la fragata italiana Giuseppe Garibaldi. Por todo el país, las tribus se levantaron y amenazaron a todo el mundo que se negara a unirse a ellos, saqueando las propiedades de los oficiales del gobierno.

## Intervención europea y otomana
El gobierno francés ordenó a su cónsul Charles de Beauval que no implicara en los asuntos internos de la Regencia, pero a pesar de ello, aconsejó a Sadok Bey que revocara sus reformas, suspendiera la constitución y echara Khaznadar. Del mismo modo, el gobierno británico había ordenado a su cónsul Richard Wood que no entrara en la disputa, pero sin embargo ofreció al bey un consejo opuesto-que apoyara Khaznadar, mantuviera la nueva constitución y cancelara el doblamiento de la mejba. Con la justificación oficial de preocupación por sus expatriados, Gran Bretaña, Francia e Italia enviaron fuerzas navales en las costas tunecinas. De hecho, cada una quería asegurarse de que ninguna otra aprovechara de la rebelión para conseguir la hegemonía de la Regencia. 
El 11 de mayo, Haydar Effendi, antiguo ministro otomano plenipotenciario en Teherán, llegó a La Goulette con un escuadrón naval otomano para reforzar los derechos de la Sublime Puerta. Fue bienvenido por la población de Túnez, que temía que los soldados europeos pronto llegarían al país. Su objetivo real era aprovecharse de la situación para conseguir que Túnez tuviera un reinado otomano más fuerte. Propuso que Sadok Bey firmara un acuerdo donde se comprometiera a no hacer ningún tratado con ninguna otra potencia sin el permiso del sultán, pagando 3 millones de piastras al año en tributos, y que se presentara en Estambul para recibir una investidura imperial. Incluso el cónsul británico, que prefería que los otomanos tuvieran más influencia en Túnez para frustrar Francia, no apoyaría las demandas, y nunca se llegó a firmar el acuerdo.
Esto no impidió que el cónsul británico contactara con los rebeldes para avisarles de las intenciones de los y recordarles las buenas relaciones existentes entre Gran Bretaña y el Imperio otomano; buena parte de la población esperaba una intervención del sultán otomano para conseguir que el bey rebajara sus demandas. Al mismo tiempo, a pesar de su instrucción, De Beaval intentó utilizar la crisis para reforzar el papel de Francia en el país. Contactó con Ben Gedhahem y le aseguró que el objetivo de los barcos de guerra franceses era apoyar sus demandas, y que intentaría conseguir la destitución del Gran Visir. Liderado por De Beauval, el ministro de Exteriores francés Édouard Drouyn de Lhuys apoyó e incluso consideró reemplazar el mismo a Sadok Bey si las circunstancias lo permitían. El 29 de junio una columna de 3.000 soldados en Argelia se desplazó a la frontera tunecina en preparación para cualquier eventualidad. Sin embargo, el líder rebelde ignoró estas aperturas y envió las cartas francesas a Khaznadar, que las entregó a los británicos. El escándalo resultante obligó De Beauval a marcharse del país en enero de 1865.
Mientras tanto, el gobierno italiano planeaba enviar una fuerza expedicionaria de 10.000 soldados a Túnez en junio de 1864 para tomar el control de la capital y de las principales ciudades costeras. Sin embargo, la prensa italiana anunció que se estaban haciendo preparaciones en el puerto de Génova. Ante el malestar de Gran Bretaña se abandonó el plan. Finalmente, ninguna de las potencias europeas quiso arriesgarse a empezar un gran incidente internacional tomando una posición demasiado fuerte en Túnez. Así, el 23 de septiembre de 1864, acordaron retirar sus armadas y permitieron que el bey detuviera la revuelta sin más interferencias. Haydar Effendi también se fue el mismo día.
El receptor general Nassim Shamam, que había prestado dinero a Sadok Bey en 1862 y había ayudado a Khaznadar a arreglar el préstamo de Erlanger en 1863, se marchó a París el 8 de junio de 1864 en una misión oficial para negociar un nuevo préstamo. Llevó papeles comprometedores del gobierno y 20 millones piastras y nunca retornó a Túnez. Tras su muerte en 1873 en Livorno, el gobierno tunecino persiguió sus herederos a través de las cortes para recuperar parte del dinero que había robado.

## Declive del movimiento
La llegada del enviado del Sultán otomano fue una providencia para Sadok Bey. No contento con impresionar a las fuerzas navales europeas ya presentes, también fue responsable de proporcionar al soberano el apoyo financiero que le faltaba. La próxima cosecha de aceite de oliva también se vendió por adelantado a los comerciantes europeos,  enriqueciendo todavía más a Khaznadar como intermediario. Los fondos recaudados permitieron reclutar soldados zouaouas, aunque su indisciplina ha justificado que fueran expulsados del ejército de la Regencia por Muhammad II ibn al-Husayn. El dinero también se usó para corromper a algunos líderes tribales y convencerlos de que abandonasen la rebelión. La desconfianza se extendió entre los insurgentes. También hubo rumores que la continuación del levantamiento daría lugar a la ocupación del país por las  Ejército Francés. Finalmente, ofrecieron perdón a los que abandonaran la lucha, la cual no tenía ningún sentido ahora que se abandona la duplicación de la mejba.
El 29 de junio de 1864, una columna militar dirigida por el general Ismail Es Sunni Saheb Ettabaa, salió de Túnez para reunirse con las fuerzas insurgentes de Ben Ghedhahem para ofrecerle una amnistía. Por el precio de su rendición, le pide la finca del henchir Rohia para él, el caidato de los Madjeur para su hermano y los cargos de jeques para sus amigos. Las solicitudes de los insurgentes se entregaron en julio:
- Amnistía total para todos los actos del pasado;
- Aplicación de la ley sharia;
- Que el bey rinda justicia como antes;
- Eliminación definitidefinitiva de los nuevos tribunales;
- Supresión de la protección extranjera en todo el territorio de la regencia;
- Fijación del impuesto para todos de 10 piastras por hombre adulto;
- Fijando el achour (diezmo en cultivo de cereales) a 10 piastras por méchia (12-18 hectáreas);
- Eliminación de los maks (impuesto a las transacciones) fuera del recinto de los zocos;
- Restauración de la venta y transacciones de esclavos;
- Renuncia de ancianos caïds y rendición de sus cuentas;
- Fijación del impuesto sobre palmeras y olivos a la tasa anterior instituida por Ahmad I ibn Mustafá;
- Abandono de todas las demás exigencias con respecto a la administración;
- Volver a la gestión tradicional de los bienes.

El 28 de julio, Sadok Bey anuncia que se hace la paz: la mejba se reduce a veinte piastras, el 'achour' se reduce a la mitad, el  maks  se suprime y los caïds mamelucos serían reemplazados por hombres tunecinos. El perdón se concede a Ben Ghedhahem el 19 de julio, y los beneficios personales que ha solicitado y obtenido son ampliamente publicitados, lo que lo deshonra totalmente a los ojos de sus seguidores.
Pronto Ghedhahem, se da cuenta de que fue engañado porque los beneficios solicitados no llegan: los viejos caïds se quedan en su lugar, el mejba mantiene su tasa exorbitante y se vuelven a reclamar los impuestos. El 9 de agosto, una columna militar dirigida por general Rustum se dirigió a Al-Kāf  con la intención de castigar a los asesinos del general Farhat mientras la amnistía iba a ser total. Ben Ghedahem luego trata de reunir a las tribus listas para reanudar la lucha, pero el trabajo de corrupción de Khaznadar está dando sus frutos. El saqueo se reanudó y las tribus se desgarraron, asegurándose de la benévola complacencia del bey. Incluso la tribu de Hamama ataca a la tribu de Ben Ghedhahem. Él entiende que su vida está amenazada.

## Represión

### Columna Zarrouk en el sur
Los tratos entre Sadok Bey y Ben Ghedhahem no desanimaron a los combatientes de Sahel. La llegada del general Osman, con soldados reclutados en la ciudad de Susa, reactiva las tensiones. Desde el 23 de julio, la ciudad es asediada por los insurgentes de las aldeas vecinas que quieren conseguir su partida y el final de los impuestos. Escaramuzas entre asaltantes y sitiados causan varias víctimas. La ciudad de Monastir se negó a enviar ayuda a Osman e incluso prohibió, el 11 de septiembre, el desembarco del general Slim enviado por el bey para reunirse en la ciudad.
El 29 de agosto, una columna militar dirigida por el general Ahmed Zarrouk se va de Túnez al Sahel. El avance es lento porque el clima juega a favor de las autoridades de la Regencia. El miedo burgués por sus cultivos y las deserciones se multiplican en las tribus en un contexto de corrupción u odios ancestrales. El 5 de octubre, para cortar el suministro de la columna, el ejército insurgente decide atacar la ciudad de Kalâa Kebira que se resiste. Zarrouk acude en su ayuda e inflige una dura derrota a sus oponentes dos días después. Los sobrevivientes intentan encontrar refugio en el pueblo cercano de Kaliah Seghira, pero son alcanzados por los soldados que masacran y saquean a los habitantes. La noticia de este saqueo aterroriza a los alrededores. De todas partes llegan las solicitudes de sumisión sin resistencia.
Las condiciones impuestas por Zarrouk son despiadadas.  Los líderes de la revuelta son ahorcados o fusilados. Los notables son encarcelados y torturados para que confiesen los nombres de los líderes. Incluso las mujeres y los ancianos son torturados. Cientos de jeques sospechosos están atados en cadenas que los mantienen unidos y sosteniéndolos por el cuello. Los soldados que se negaron a unirse a sus puestos son internados y enviados a Túnez, donde son tratados como prisioneros de guerra. Incluso las autoridades religiosas son despedidas. Las campañas son ataques rápidos para tomar botines. El terror reina en todas partes. Para establecer mejor su poder, Zarrouk es nombrado jefe de Susa y Monastir.
Toda la región es rescatada porque el bey necesita dinero para pagar los intereses de la deuda y los mercaderes europeos a quienes les ha prestado dinero para armar a sus soldados. Mientras que las contribuciones ordinarias de las tres ciudades del Sahel,  Susa, Mahdia y Monastir habían sido previamente evaluadas por 3,5 millones de piastras, ahora el bey reclama 25 millones. El área está completamente arruinada. Para pagar, los habitantes deben vender o hipotecar sus propiedades a usureros, asesorados por el general, que les presta dinero a razón de 40% por año. Incluso la cosecha de aceite del próximo año se vende a estos intermediarios. Los ciudadanos adinerados fueron torturados para hacerles confesar dónde habían escondido su riqueza. Debían pagar para evitar la violación de sus esposas o para ocultar su vergüenza.
En 1973, el entonces presidente de Túnez Habib Bourguiba (nacido en Monastir en 1903) habló del impacto en su familia de la represión después de la Rebelión de Mejba. 

Para obligar a la gente a renunciar a sus bienes, (General) Zarrouk puso a muchos notables en planchas y los encerró; uno de ellos fue mi abuelo. Su dura prueba duró, no sé cuántos días. Entonces mi familia tomó una hoja y envolvió todas sus joyas y todos sus títulos de propiedad. Mi padre tuvo la tarea de llevar todo esto a Zarrouk para obtener la libertad de mi abuelo. Se dirigió al campamento donde se encontraban varias tiendas de campaña. Sobre una de ellas volaba una bandera. Esta era la tienda del general Zarrouk, que se llevó toda nuestra fortuna y liberó a sus prisioneros. Diez días después, mi abuelo murió por el espantoso tratamiento que había sufrido. Mi padre tampoco escapó ileso. Fue reclutado en el ejército de Zarrouk, donde sirvió durante diecinueve años, los años más largos y más difíciles de su vida. Él me instó a estudiar. 'Yo no'  "Quiero que seas reducido al nivel de una bestia de carga un día", dijo. "No quiero verte como yo, condenado a usar un uniforme todos tus días". Le aseguré que haría todo lo posible por dedicarme por completo a mis estudios.

El 9 de abril de 1865, la columna llegó a Sfax, que también fue multada. Allí también, los habitantes debían vender o hipotecar todo lo que tienen para pagar la multa de 5.5 millones de piastras infligidas a ellos. Las tasas de interés ahora son del 100%. Para los habitantes de Yerba, el monto del rescate es de cinco millones de piastras. Como si eso no fuera suficiente, las cosechas son saqueadas; únicamente las tribus nómadas pueden escapar de la extorsión encontrando refugio en lugares inaccesibles o en Tripolitania. Cuando la columna de Zarrouk regresa a Túnez, el 30 de julio de 1865, los desafortunados contribuyentes se están quedando «con la piel en los huesos».

### Columnas Rustum y Ali Muddat ibn al-Husayn en el norte
En el norte, las tropas de Ali Ben Ghedhahem intentan oponerse al avance de la columna de Rustum en dirección a Al-Kāf. Pero las peleas se vuelven en su desventaja. Algunos de sus aliados son traicionados y entregados al bey, como su teniente arrojado a la muerte en un calabozo en el Palacio de Bardo después de recibir mil golpes frente a las mujeres del serrallo. Los bienes son saqueados. Pronto una segunda columna comandada por Ali Muddat ibn al-Husayn se une a la primera. Para escapar de la masacre, Ben Ghedhahem y sus tropas en número de 5000 combatientes no tienen más remedio que cruzar la frontera y buscar refugio en la tribu argelina de los nemenchas en enero de 1865.
Doscientos prisioneros son enviados cubiertos con cadenas al Bardo después de haber recibido la amnistía prometida. Condenados al azote, lo reciben bajo los balcones del bey, frente a la escalera del salón de justicia, «para que todos puedan ver y escuchar los gritos de los torturados». Durante diez días, los jeques tribales, con las manos y los pies atados y boca abajo, son salvajemente golpeados, recibiendo hasta 2.000 golpes. Dieciséis mueren, los otros son arrojados a las mazmorras, donde la mayoría fallecen.
Ali Muddat ibn al-Husayn regresa a Bardo el 27 de abril de 1865, con otros prisioneros notables, que son extorsionados de otras propiedades. El 5 de septiembre, se fue a Béja, decidido a rescatar a la población de nuevo. Cualquier persona sospechosa de tener propiedades es encarcelada hasta que su familia compre su liberación. Una vez más, la zona está completamente en ruinas y únicamente aquellos que han encontrado refugio en las montañas conservan alguna propiedad.

## Fin de Ali Ben Ghedhahem
En enero de 1865, el líder de los insurgentes encuentra refugio con sus hombres en Argelia. Él y su hermano Abd En Nebi son transportados bajo vigilancia a  Constantina. Sus hombres son desarmados e internados por los soldados franceses. El 5 de febrero de 1865, obtienen una nueva amnistía de Sadok Bey por la presión del gobernador general de Argelia Patrice de Mac Mahon. Pero el perdón no concierne a los dos líderes insurgentes. Al mismo tiempo, el bey hizo contacto secreto con ellos, alegando que los franceses estaban haciendo preparativos para traicionarlos y entregarlos a ambos en el Bardo. Finalmente, extrañando su tierra natal, Ali Ben Ghedhahem tomó vuelo el 17 de noviembre de 1865 y regresó a Túnez, escondiéndose en el macizo de Regba cerca de la frontera en Ghardimaou. Los ejércitos del bey bajo el mando del general Slim lo sitiaron, pero la gente de las montañas se negó a entregarlo. Algunos líderes tribales trataron de persuadirlo para que reanudara la resistencia armada a fin de poner fin a las represalias y extorsiones que el ejército estaba infligiendo en su región, pero él se negó. Todo lo que quería era la amnistía del bey para que pudiera regresar a la vida normal. Finalmente, se convenció de que se pusiera bajo la protección de un morabito argelino de la orden Tijaniyya Mohammed el Aid, que se dirigía a La Meca a través de Túnez. El 25 de febrero de 1866, Ben Ghedhahem se unió a su caravana en El Ksour. El caíd de Al-Kāf quería arrestarlo, pero sus soldados se negaron a hacerlo. El 28 de febrero, al llegar a Téboursouk, fue capturado por la caballería enviada por el bey. Su hermano logró escapar.
Fue conducido al palacio de Bardo el 2 de marzo, donde fue objeto de insultos y de golpes de sus captores. Su única esperanza era la protección del hombre santo con el que había estado viajando, pero Mohammed el Aid continuó su camino hacia La Meca en un barco de vapor especialmente provisto por el bey. Permaneció en prisión hasta su muerte el 11 de octubre de 1867.

## Consecuencias

### Ruina de la población
Gran parte del campo fue devastado. Las cosechas habían sido confiscadas y vendidas, reduciendo a la gente a la hambruna durante tres años. La gente comía hierbas y raíces, e incluso hubo informes de personas desesperadas que comían niños en algunas áreas. A raíz del hambre vino el cólera, en 1865, 1866 y 1867, y hubo un brote de tifus en 1867. 

Los cadáveres se encuentran en las carreteras, sin enterrar; son recogidos todas las mañanas en los caravasares, las mezquitas y amontonados en carros. La plaga bubónica y el tifus combinados ayudan a este flagelo tan devastador, donde hay doscientas víctimas por día solo en la ciudad de Susa. Ya durante la hambruna, los europeos no se atrevían a salir de sus casas, por temor a encontrarse con personas que deambulaban por la calle, seres demacrados, a quienes la desesperación podía llevar a un crimen. En las provincias, las caravanas fueron detenidas y saqueadas. La tierra admirable del Sahel no se salvó: los terratenientes cortaban sus olivos, su fortuna futura, para venderlos como leña, en lugar de pagar los impuestos se les imponían. Del mismo modo en Djerid, una gran cantidad de propietarios de palmeras datileras, hicieron los mismo

### Crisis de endeudamiento
Las extorsiones de Zarrouk y los otros comandantes hicieron mucho para enriquecerlos, pero nada para mejorar las finanzas del gobierno. Sin otro recurso, Khaznadar persuadió a Sadok Bey para que solicitara otro préstamo extranjero, en el cual Khaznadar una vez más hizo importantes encargos. Como Nassim Shamama había huido en junio de 1864, al mes siguiente se concertó un préstamo de 5 millones de francos con un financista judío llamado Morpurgo de Alejandría, de los cuales solo 0,5 millones llegaron a la tesorería. Se firmó un nuevo contrato con el Banco Erlanger el 1 de noviembre de 1864 por 15 millones de francos garantizados por los ingresos aduaneros. Otros 10 millones de francos fueron suscritos varias semanas después por el Oppenheim Bank, garantizado por el impuesto sobre los olivos. Como préstamo tras préstamo se suscribía en términos muy favorables para los prestamistas, el mercado de París estaba eufórico, y los préstamos a Túnez, así como a Egipto y el Imperio otomano eran conocidos como "valores de turbante". Los periódicos publicaban cuentas optimistas sobre las oportunidades comerciales. Cuando colapsó la economía tunecina, La Semaine financière escribió sobre el préstamo de 1865: "Hoy, el bey de Túnez está bajo la protección moral de Francia, que se interesa por la prosperidad del pueblo tunecino, ya que esta prosperidad también implica la seguridad de Argelia".
El colapso de la producción agrícola hizo imposible el reembolso de estos préstamos. Únicamente podían pagarse con fondos obtenidos de un préstamo adicional de 5 millones de francos en junio de 1865. En enero de 1866, los bancos europeos volvieron a ponerse en contacto con 115 millones de francos, lo que no pudo ser recaudado. Para evitar un incumplimiento, el 9 de febrero de 1867 se lanzó un nuevo préstamo de 100 millones de francos para cancelar los compromisos de 1863 y 1865, garantizados contra los ingresos de los impuestos que todavía podían percibirse. En 1868, el estado estaba efectivamente en quiebra; a los acreedores extranjeros ya no se les pagaba, y pidieron a sus gobiernos que intervenieran. Un decreto beílico del 5 de julio de 1869 estableció la Comisión de la deuda internacional y le dio el control sobre el sistema de imposición completo del país.

### Rebelión de 1867
Los disturbios estallaron de nuevo en 1867 en la región fronteriza del noroeste de Kroumirie. Los kroumires vivían una existencia independiente en sus bosques, y el gobierno de Túnez no tenía los medios o la voluntad para someterlos firmemente a su dominio. La rebelión podía haber seguido siendo un asunto local, pero el 11 de septiembre de 1867, el gobierno se enteró para su sorpresa de que el hermanastro más joven de Sadok Bey, Sidi Adel, había escapado del palacio en la noche, viajó al oeste y se colocó como jefe de los rebeldes, proclamándose bey. Estuvo acompañado por varios funcionarios de alto rango, que estaban profundamente insatisfechos con la influencia continua de Mustafá Khaznadar y el efecto dañino que estaba teniendo en el país. Sadok Bey se confinó en el palacio de Bardo, pero envió al bey Ali III ibn al-Husayn, a Kroumirie con una fuerza armada. Sidi Adel cayó enfermo y los kroumires lo entregaron a su sobrino a cambio de una amnistía, que, como siempre, el bey no respetó. Ben Dhiaf registró que la razón por la que los kroumires tan fácilmente se convencieron de someterse fue que después de la represión y la destrucción de 1865, literalmente se morían de hambre.
Sidi Adel fue llevado de nuevo al Bardo donde murió el 8 de octubre de 1867. Unos días antes, el 4 de octubre, Sadok Bey tomó medidas para eliminar a cualquier persona de cuya lealtad no pudiera confiar con seguridad. Entre los condenados a la horca estaban Si Rachid, que había comandado las fuerzas tunecinas en la Guerra de Crimea, e Ismail Es-Sunni Ismaïl Sahib Et-Tabaâ, su cuñado, que había negociado con Ali Ben Ghedhahem en 1864. Su fortuna le fue confiscada. Fue en este punto, después de dos años de confinamiento, que Ali Ben Ghedhahem fue asesinado, por temor a que pudiera escapar. Muchos otros también fueron eliminados en este momento para eliminar todas las amenazas posibles al bey. Mustapha Khaznadar permaneció Gran Visir hasta 1873, y Sadok Bey gobernó hasta 1882.